# Torre PwC

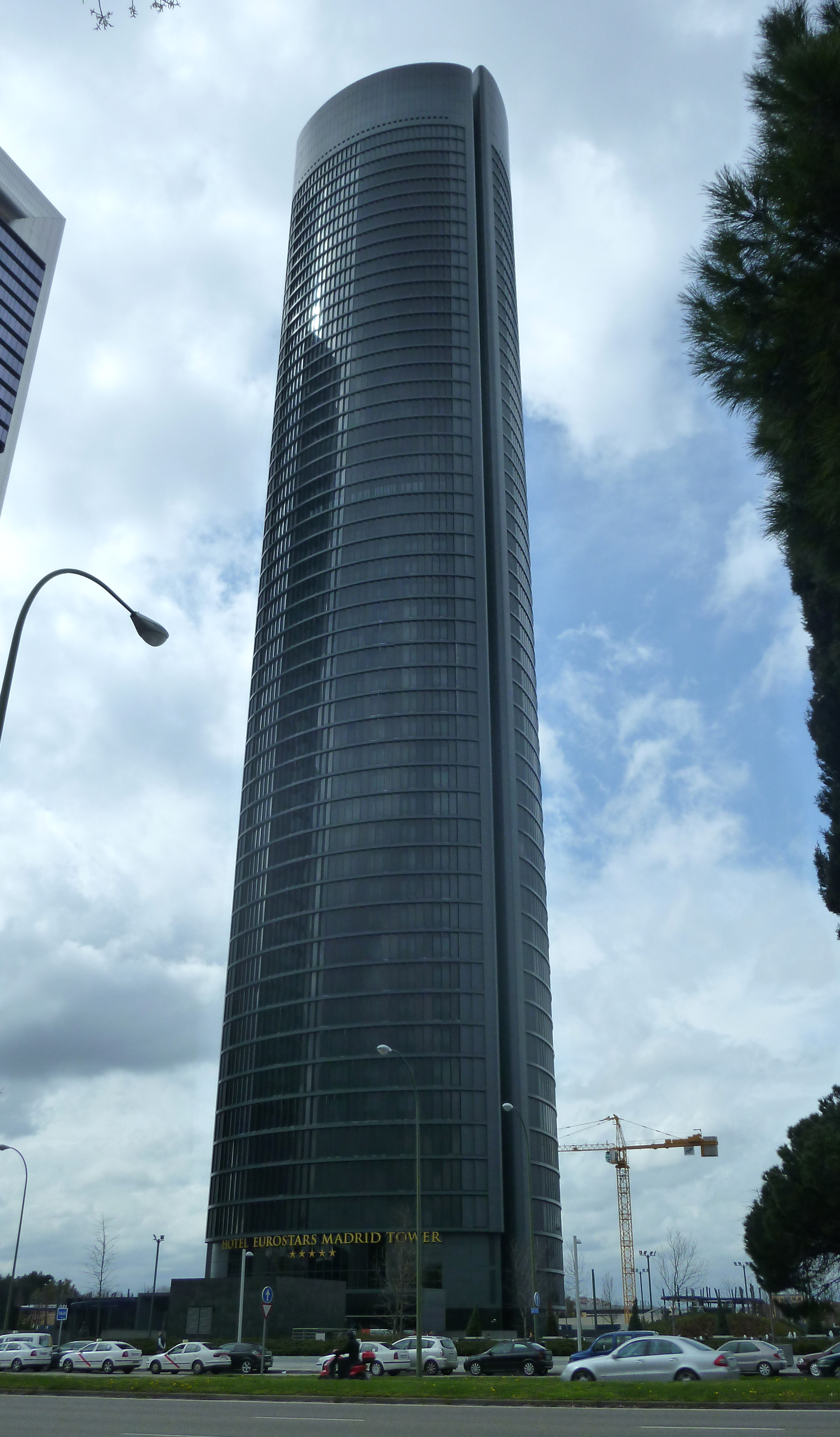
Torre Sacyr Vallehermoso im März 2011.

Torre PwC (ehemals Torre Sacyr Vallehermoso) ist der Name eines Wolkenkratzers im Madrider Wolkenkratzerviertel Cuatro Torres Business Area. Das 236 Meter hohe Gebäude ist mit 52 Stockwerken das dritthöchste Hochhaus Spaniens und gehört zu den höchsten Europas. Die Architekten des 2008 fertiggestellten Bauwerks sind Carlos Rubio Carvajal und Enrique Álvarez-Sala Walther.
Ursprünglich war lediglich eine Höhe von 215 Metern geplant. In dem Turm sind ein Hotel (eines der in einem Bauwerk am höchsten angelegten in Europa) sowie Büroräume untergebracht. Der Turm ist im Besitz der Immobiliengesellschaft Merlin Properties.